# 小原町 (金沢市)
小原町（おはらまち）は、石川県金沢市の地名。

## 概要
金沢市南部に位置している。一部が内川ダム建設にともない水没している。

## 地理

### 河川
- 内川

## 沿革
- 1670年（寛文10年）の村御印によると村高382石、免6ツ7歩、山役976匁、蝋役21匁、綿役1匁、漆役72匁[4]。
- 江戸期 - 加賀国石川郡富樫郷小原村が存在。米丸組所属。加賀藩領。
- 1871年8月29日（明治4年7月14日） - 廃藩置県により金沢県の管轄となる。
- 1872年3月10日（明治5年2月2日） - 金沢県が改称して石川県となる。
- 1889年（明治22年）4月1日 - 町村制施行により、内川村発足。同村の字小原となる。
- 1954年（昭和29年）7月1日 - 内川村が金沢市に編入され、同市小原町となる。

## 世帯数と人口
2022年（令和4年）9月1日現在の世帯数と人口は以下の通りである。
| 町丁   | 世帯数 | 人口 |
| ------ | ------ | ---- |
| 小原町 | 36世帯 | 81人 |

## 小・中学校の学区
市立小・中学校に通う場合、学区は以下の通りとなる。
| 番   | 小学校             | 中学校             |
| ---- | ------------------ | ------------------ |
| 全域 | 金沢市立内川小学校 | 金沢市立内川中学校 |

## 交通

### 道路
- 石川県道114号小原土清水線

## 周辺
- 内川ダム
- 金沢市企業局新内川発電所